# Colomastigidae
Colomastigidae é uma família de anfípodes pertencentes à ordem Amphipoda.
Géneros:
- Colomastix Grube, 1861
- Yulumara Barnard, 1972